# Randall Garrett
Randall Garrett, né Gordon Randall Phillip David Garrett le 16 décembre 1927 à Lexington dans le Missouri et mort le 31 décembre 1987 , est un auteur américain de science-fiction. Il a été très prolifique dans le magazine Analog Science Fiction and Fact et dans d'autres magazines de science-fiction des années 1950 et 1960. Il est plus particulièrement connu pour avoir créé le personnage de Lord Darcy, enquêteur de l'Empire Angevin, constitué de la France et de l'Angleterre, sous le pouvoir des Plantagenêts. Fort d'un roman et de sept nouvelles, ce cycle relève de l'Uchronie.

## Œuvres

### Roman
- Tous des magiciens !, Temps futurs, 1983 ((en) Too Many Magicians, 1982)

### Recueil de nouvelles
- C'est dans les yeux, Temps Futurs, 1983. Réédition : Le Masque n° 2446, 2004Recueil des trois premières nouvelles du cycle, sans équivalence en langue originale

### Omnibus
- Lord Darcy, l'intégrale, Mnémos, 2016Intégrale comprenant C’est dans les yeux, Trop de magiciens et sept nouvelles, dont quatre inédites